# Desinversión en combustibles fósiles

Gráfico que muestra la evolución de esta desinversión. En 2019, 1'200 instituciones que poseían 12 billones de dólares norteamericanos desinvirtieron en la industria de combustibles fósiles.

La desinversión en combustibles fósiles o desinversión en combustibles fósiles e inversión en soluciones climáticas es la venta de activos de inversión —como acciones, bonos y participaciones en fondos de inversión— de compañías implicadas en extraer combustibles fósiles, en un intento de reducir el calentamiento mundial abordando sus causas primigenias. Aunque esta desinversión también puede estar motivada por la expectativa de que estas compañías tendrán en el futuro menores rendimientos.
Numerosos grupos abogan por la desinversión en combustibles fósiles, de la cual se informó en 2015 que era el movimiento de desinversión de mayor crecimiento de la historia. Iniciado en los campus de Estados Unidos en 2010, con los estudiantes instando a sus administraciones a cambiar sus inversiones en la industria de combustibles fósiles por inversiones en energías limpias y en las comunidades más impactadas por el calentamiento mundial, el movimiento pronto se extendió a través del globo. 
En diciembre de 2016, un total de 688 instituciones y más de 58 000 individuos que representaban 5,5 billones de dólares norteamericanos ($) en activos mundiales habían estado desinvirtiendo en combustibles fósiles. En 2018 HSBC y Bank of America se habían comprometido a dejar de financiar la generación eléctrica con carbón. Para septiembre de 2019, los compromisos totales de desinversión en combustibles fósiles aumentaron a un valor aproximado de 11.48 billones de dólares norteamericanos ($). Durante la 28ª Conferencia de las Naciones Unidas sobre el Cambio Climático en 2023 el Movimiento Mundial de Desinversión en Combustibles Fósiles anunció que más de 1.600 instituciones como universidades, fondos de pensiones y gobiernos, que poseen más de 40,6 billones de dólares en activos, han abandonado ya los combustibles fósiles.

## Motivos para la desinversión

### Reducir las emisiones de dióxido de carbono
La desinversión en combustibles fósiles se propone reducir las emisiones de dióxido de carbono (CO2, principal causante del efecto invernadero y el calentamiento mundial) acelerando la adopción de energías renovables a través de la estigmatización de las compañías de combustibles fósiles. Esto incluye presionar públicamente a las compañías actualmente implicadas en la extracción de combustibles fósiles para que inviertan en energías renovables.
El Grupo Intergubernamental de Expertos sobre el Cambio Climático halló que todas las futuras emisiones de dióxido de carbono tienen que ser inferiores a 1 000 gigatoneladas para proporcionar una probabilidad del 66 % de evitar un cambio climático peligroso. Esta cifra incluye todas las fuentes de emisiones. Para evitar este peligro, solo puede usarse el 33 % de las reservas probadas de combustibles fósiles. Este presupuesto de carbono también puede agotarse si aumentan otras fuentes, como la deforestación o la producción de cemento. Se reclama que, si otras fuentes de emisiones aumentan significativamente, entonces solo se utilice el 10 % de las reservas de combustibles fósiles, para permanecer dentro de los límites de seguridad proyectados.
Además, según la Agencia de Protección Medioambiental de EE. UU., la temperatura media de la tierra ha aumentado 0,8°C en el siglo XX respecto al XIX, y si las emisiones de CO2 continúan como hasta ahora, en el siglo XXI esta temperatura aumentará de 1,1 a 6,4 °C adicionales. Este aumento en la temperatura sobrepasaría ampliamente el nivel de calentamiento que los científicos han considerado seguro para la vida en la Tierra.

Creo que es parte de un proceso de deslegitimar al sector, de decir que sus beneficios son odiosos y su modelo de negocio, ilegítimo... Este es el comienzo de la clase de modelo que necesitamos, y el primer paso es decir que esos beneficios no son aceptables, y una vez que digamos eso colectivamente, y lo creamos, y lo expresemos en nuestras universidades, templos y ayuntamientos, entonces estaremos a un paso de donde necesitamos estar, que es quien contamina paga.
Naomi Klein (autora de Esto lo cambia todo: el capitalismo contra el clima)

### Actuar según el Acuerdo de París: el Principio de Toronto
El Principio de Toronto es una estrategia de desinversión en combustibles fósiles que pone en marcha los objetivos establecidos en el Acuerdo de París de 2015 contra el calentamiento mundial. El término fue acuñado por Benjamin A. Franta en un artículo en el periódico estudiantil The Harvard Crimsom, refiriéndose al proceso de desinversión de la Universidad de Toronto.
Después de que 350.org (organización ecologista que pretende limitar las partes por millón, ppm, de CO2 en la atmósfera a 350, un nivel considerado seguro; en 2016 alcanzaron las 405 ppm y sigue subiendo) entregara una petición de desinversión el 6 de marzo de 2014, el rector Gertler formó un comité asesor ad hoc para la desinversión en combustibles fósiles. En diciembre de 2015, este comité publicó un informe con varias recomendaciones. Más importante, argumentaron que «una desinversión, dirigida y basada en principios, en compañías de combustibles fósiles que cumplen ciertos criterios... debería ser una parte importante de la respuesta de la Universidad de Toronto a los retos planteados por el calentamiento global.» Este informe fue incluso más allá y se alió con el Acuerdo de París. Recomendó que la universidad desinvirtiera en compañías que «descaradamente desatienden el esfuerzo internacional para limitar el aumento de la temperatura media en 2050 a no más de grado y medio Celsius por encima de los promedios preindustriales...Estas son compañías de combustibles fósiles cuyos actos son irreconcilables con la consecución de los objetivos internacionalmente acordados.»
Franta denominó a esta respuesta "el Principio de Toronto", el cual, como argumenta, «alinea retórica y acción. Sugiere que dar vida al acuerdo de París es responsabilidad de todas las instituciones. Harvard podría adoptar también este Principio de Toronto, también, y el mundo sería mejor.» Franta también describió cómo se pondría en práctica el Principio de Toronto: «mover inversiones fuera de compañías de carbón y centrales térmicas de carbón, fuera de compañías que buscan combustibles fósiles no convencionales o emprenden negocios agresivos (como petróleo del Ártico o arenas bituminosas), y posiblemente también compañías que distorsionan las políticas públicas o engañan a la ciudadanía sobre el clima. Actualmente, estas actividades son incompatibles con el Acuerdo de París.» Al adherirse al Principio de Toronto, Franta argumenta que las principales instituciones pueden utilizar su estatus y poder para responder significativamente a los retos del calentamiento mundial y actuar basándose en los objetivos del Acuerdo de París.

### Motivos económicos

#### Costes hundidos – la burbuja de carbono

La burbuja de carbono (valor irreal de las compañías de combustibles fósiles al no tener en cuenta los costes de sus emisiones) según datos de la Iniciativa de Seguimiento del Carbono (2013)

Los costes hundidos (sunk) o varados (stranded) de las compañías de combustibles fósiles se producen cuando sus reservas probadas (que hasta entonces figuraban en el balance de la empresa) —u otros activos relacionados con estos combustibles— se consideran ambientalmente insostenibles, y por tanto deben descontarse del balance. La valoración bursátil actual de estas compañías se ha calculado bajo la suposición de que consumirán todas sus reservas probadas, pero si este consumo no fuera posible por las limitaciones medioambientales que se impusieran, esta valoración mermaría notablemente.
| Combustible | Estados Unidos | África | Australia | China e India | Repúblicas exsoviéticas | Ártico | Todo el mundo |
| ----------- | -------------- | ------ | --------- | ------------- | ----------------------- | ------ | ------------- |
| Carbón      | 92 %           | 85 %   | 90 %      | 66 %          | 94 %                    | 0 %    | 82 %          |
| Gas natural | 4 %            | 33 %   | 61 %      | 63 %          | 50 %                    | 100 %  | 49 %          |
| Petróleo    | 6 %            | 21 %   | 38 %      | 25 %          | 85 %                    | 100 %  | 33 %          |

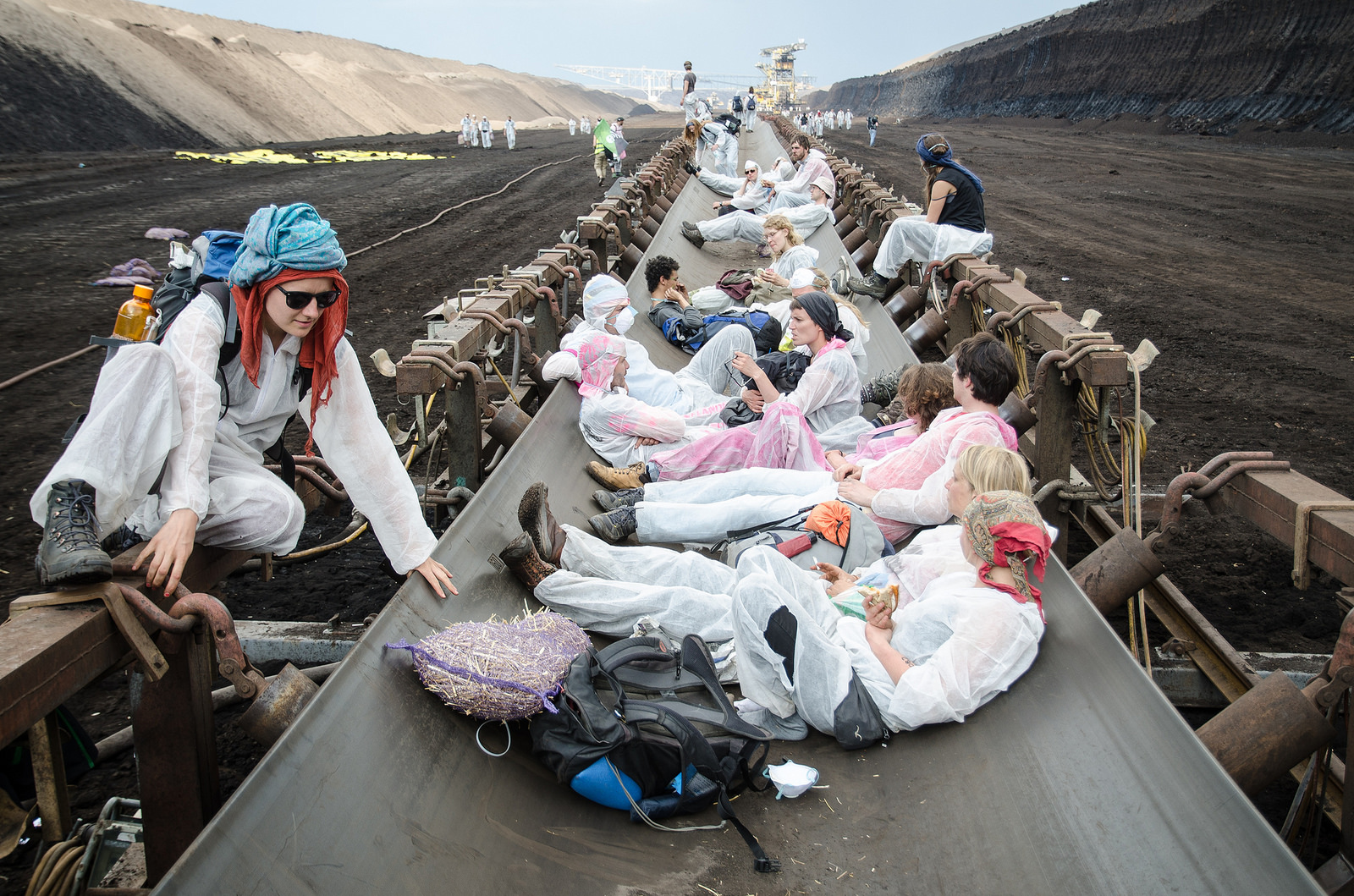
Activistas medioambientales bloquean una mina de carbón en Alemania para luchar contra el calentamiento mundial.

Un estudio de HSBC halló en 2013 que entre el 40 y el 60 % del valor de mercado de BP, Shell y otras compañías europeas de combustibles fósiles podría desaparecer del balance debido a estos costes hundidos por la regulación de emisiones. El gobernador del Banco de Inglaterra Mark Carney, en un seminario de Banco Mundial durante 2015, declaró que: «La inmensa mayoría de las reservas es inquemable» si quiere limitarse el aumento de la temperatura media mundial por debajo de los 2 °C.
En junio de 2014 la Agencia Internacional de la Energía publicó un análisis independiente sobre el efecto de los controles en las emisiones. Estimaba que 300 millardos de $ en inversiones de combustibles fósiles quedarían hundidos en 2035 si se adoptaran los recortes de emisiones necesarios para que la temperatura superficial media no aumente más de 2 °C.
Un informe del laboratorio de ideas Iniciativa de Seguimiento del Carbono halló que entre 2010 y 2015 el sector de la minería de carbón en EE. UU. había perdido el 76 % de su valor y clausurado 200 minas. Reflejaba también que Peabody Energy, la compañía privada minera de carbón más grande del mundo, había perdido el 80 % de su valoración bursátil en ese período. El informe atribuía estas pérdidas a los controles de la Agencia de Protección Ambiental estadounidense y a la competencia del gas de esquisto.
En 2013 las compañías de combustibles fósiles invirtieron 670 millardos de $ en exploración de nuevos recursos petrolíferos y gasistas.

#### Riesgos regulatorio y del precio de las emisiones
Un informe de 2015 estudió 20 compañías de combustibles fósiles y halló que, aunque eran altamente rentables, los costes ocultos para la sociedad también eran grandes.
El informe abarca el periodo 2008–2012 y señala que: «para todas las compañías y todos los años, el coste económico a la sociedad de sus emisiones de CO2 era mayor que su beneficio después de impuestos, con la única excepción de ExxonMobil en 2008.» Las compañías que se dedican exclusivamente al carbón salen incluso peor paradas: «el coste económico para la sociedad supera a los ingresos que la sociedad obtiene de estas compañías (salarios de sus empleados, impuestos, compras que hacen las compañías para suministrarse y empleos indirectos) en todos los años. Este coste varía entre casi 2 y casi 9 $ por cada dólar de ingresos.» El informe sugiere:

Estos costes ocultos o externalizados son un subsidio implícito y consiguientemente representan un riesgo para estas compañías. Existe una probabilidad razonable de que la sociedad actúe, ya para reducir estos costes mediante normativa contra los combustibles fósiles, ya para recobrarlos mediante la imposición de un precio de las emisiones. Los inversores son cada vez más conscientes de este riesgo y buscan entenderlo y gestionarlo."

De modo parecido, en 2014, el analista financiero Kepler Cheuvreux calculó que, en un escenario regulador que impidiera superar las 450 partes por millón de CO2 atmosférico, el valor de las compañías de combustibles fósiles caería 28 billones de $. El vicepresidente del Banco Central Europeo advirtió en junio de 2019 que el sistema financiero de la eurozona afrontaba un riesgo de 720 000 millones de euros por su exposición a empresas afectadas por la reducción de emisiones.

#### Competencia con las energías renovables
La competencia con las energías renovables, de menores costes, puede llevar a la pérdida de valor de compañías de combustibles fósiles. En algunos casos esto ya ha ocurrido. Deutsche Bank predijo que el 80 % del mercado mundial de electricidad lograría a finales de 2017 la paridad de red (la igualación de costes) con la generación solar de electricidad. Este pronóstico se ha incluso superado: según el análisis del gestor de activos Kaiserwetter, en 2017 producir un megavatio-hora (MWh) de electricidad con combustibles tradicionales costó entre 49 y 174 $, mientras que generarlo con renovables solo costó entre 35 y 54 $. En 2012 el 67 % de la electricidad del mundo se generó quemando combustibles fósiles.
Stanwell Corporation, un generador de electricidad perteneciente al Gobierno de Queensland, tuvo pérdidas en 2013 por su capacidad de generación de 4 GW a carbón y gas natural. La compañía las atribuyó a la expansión de paneles solares en los tejados, que redujeron el precio de la electricidad durante el día; algunos días el precio (normalmente entre 40 y 50 dólares australianos por MWh) era casi cero. El Gobierno australiano y Bloomberg New Energy Finance pronostican que la producción de energía por estos paneles solares se sextuplicará entre 2014 y 2024.

#### Inestabilidad de los precios de los combustibles fósiles
Al ser inestables sus precios, invertir en la extracción de estos combustible es un negocio arriesgado. El petróleo West Texas Intermediate cayó de 107 $ por barril en junio de 2014 a 50 $ por barril en enero de 2015. Goldman Sachs declaró en enero de 2015 que, si el petróleo se estabilizaba en 70 $ por barril, 1 billón de $ de inversiones previstas en yacimientos no serían rentables.

## Efectos de la desinversión

### Estigmatización de las compañías de combustibles fósiles
Un estudio por la Escuela Smith de empresa y medio ambiente (Universidad de Oxford) halló que la estigmatización de compañías de combustibles fósiles causada por la desinversión puede «aumentar materialmente la incertidumbre en torno al futuro flujo de caja de estas compañías.» Lo que a su vez «puede llevar a una compresión permanente en sus cifras comerciales p. ej. la ratio precio-beneficio (PER).»
El estudio también dice que:

El resultado del proceso de estigmatización supone la mayor amenaza para las compañías de combustibles fósiles. Cualquier impacto directo palidece en comparación.

## Riesgos económicos de la desinversión en combustibles fósiles
Según un estudio de Aperio Group en 2013, los riesgos económicos de la desinversión en compañías de combustibles fósiles en el índice Russell 3000 son «estadísticamente irrelevantes».

## Pleitos
En noviembre de 2014, un grupo de 7 diplomados, licenciados y estudiantes de Derecho presentó una demanda en el Tribunal Superior del condado de Suffolk (Massachusetts) contra el rector de la Universidad de Harvard y otros dirigentes por «gestión inadecuada de fondos benéficos» e «inversión intencionada en actividades anormalmente peligrosas» en relación con las inversiones de Harvard en compañías de combustibles fósiles. En marzo de 2015, el tribunal superior aceptó la petición de la Universidad para desestimar la demanda. El juez superior dictaminó: «Por ferviente, articulado y admirable que sea el propósito de los querellantes, lo han traído ante un foro que no puede concedérselo.»

## Reacción de la industria de combustibles fósiles
En octubre de 2014, Exxon Mobil declaró que la desinversión en combustibles fósiles «no se correspondía con la realidad» y que «no utilizar combustibles fósiles es equivalente a no utilizar energía en absoluto, y eso no es factible.»
En marzo de 2014, John Felmy, economista jefe del Instituto Norteamericano del Petróleo, declaró que el movimiento para desinvertir en compañías de combustibles fósiles «verdaderamente me repugna» y declaró que los académicos y activistas que lo apoyan están mal informados, desinformados, o mienten directamente. Felmy criticó particularmente al ecologista y autor Bill McKibben.
La Asociación Mundial del Carbón ha señalado que la desinversión en compañías de combustibles fósiles no resulta necesariamente en una reducción de la demanda de estos combustibles, sino más bien en que los inversores ambientalmente conscientes pierdan influencia en estas compañías. De hecho, el carbón ha sido la fuente de energía de más rápido crecimiento en el período 2000-2010 y es una materia prima importante para el acero y el cemento en países en desarrollo.
Posteriormente se está advirtiendo un cambio de actitud en las empresas que usan una gran cantidad de combustibles fósiles (por ejemplo, las eléctricas, en sus centrales) hacia la diversificación de sus inversiones, poniendo dinero también en energía renovable y negocios ligados a la descarbonización, como recarga de vehículos eléctricos. Héctor Perea, de la petrolera española Cepsa, cree que es una tendencia firme. En septiembre de 2019 un informe de Goldman Sachs señala a Repsol como la petrolera internacional que más invierte en energía renovable, un 17 % de su inversión total, mientras que otras como ExxonMobil o Chevron no llegan al 1 %.

## Crecimiento exponencial de este movimiento de desinversión
Desde media docena de campus en 2011 llamando a sus administraciones a desinvertir en combustibles fósiles e invertir en energía limpia y «estrategias de transición energética justa» para dar poder a los más afectados por la degradación medioambiental y climática, la campaña se extendió a unos 50 campus en la primavera de 2012. En septiembre de 2014, 181 instituciones y 656 individuos se habían comprometido a desinvertir unos 50 millardos de $. Un año más tarde, en septiembre de 2015, los números habían crecido a 436 instituciones y 2 040 individuos en 43 países, que representaban 2,6 billones de $ en activos, de los cual el 56 % se basaba en el compromiso de fondos de pensiones y el 37 %, en el de compañías privadas. En abril de 2016 ya se habían unido a la campaña 515 instituciones, de las cuales el 27 % eran grupos religiosos, el 24 % fundaciones, el 13 % organizaciones gubernamentales, el 13 % fondos de pensiones y el 12 % facultaades, universidades y escuelas. Juntos representaban, junto con los inversores individuales, un total de 3,4 billones de $ en activos.

## Grupos involucrados en campañas de desinversión

### Universidad Australiana libre de fósiles

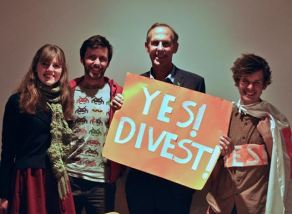
Activistas de "Universidad Australiana libre de fósiles" con Bob Brown, un político de ese país

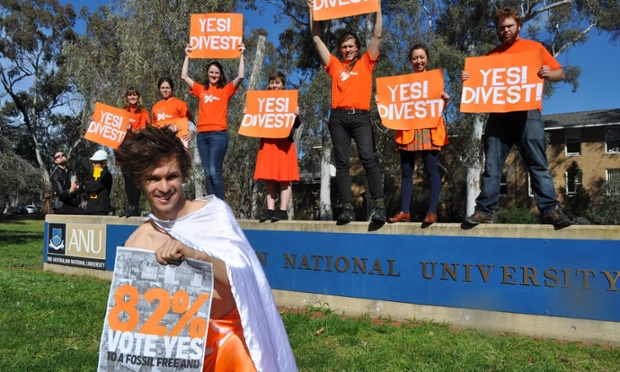
En octubre de 2014, más del 82 % del alumnado de la Universidad Nacional Australiana votó una completa desinversión en combustibles fósiles.

La campaña de desinversión en la Universidad Nacional Australiana (ANU por sus siglas en inglés) es una de las que más tiempo lleva en marcha en el mundo, y aunque todavía no ha conseguido una desinversión completa, ha obtenido importantes victorias, especialmente en 2011 y 2014.
Universidad Australiana libre de fósiles (Fossil Free ANU) se formó a partir del Colectivo medioambiental ANU (EC por sus siglas en inglés), un grupo, no jerárquico y basado en el consenso, de estudiantes afiliados a la Red Mediombiental Estudiantil Australiana, cuando en la región de Northern Rivers Nueva Gales del Sur activistas informaron a los estudiantes de que la ANU era el duodécimo mayor accionista de la compañía Metgasco (productora de gas metano de carbón). Las subsiguientes protestas estudiantiles, con un evento denominado "La universidad se fracciona" (ANU gets fracked juego de palabras con la actividad de fractura hidráulica) que vio a los estudiantes levantar una torre de extracción de gas simulada en pleno Tribunal de la Unión, el consejo de la ANU anunció en octubre de 2013 que desinvertía en Metgasco, citando las preocupaciones estudiantiles y el hecho de que el gestor de patrimonio Australian Ethical Investment no aprobara a esta empresa. Tom Stayner, un activista del EC, afirmó en el periódico estudiantil de la ANU, Woroni, que: «Hubo que convencer a bastantes, pero el vicerrector mostró su liderazgo en este asunto urgente.»
Sin embargo las preocupaciones estudiantiles rebrotaron en 2012 cuando se reveló que la ANU sólo había reducido su participación en Metgasco de más de 4 millones de acciones en 2011 a 2,5 millones en 2012. En 2013 Tom Swann presentó a la ANU una petición, amparada por la ley de libertad de información, en la que solicitaba todos los «documentos creados durante 2012 que se refierieran a la compra, venta o posesión por la universidad de acciones de cualquier compañía que generara ingresos a partir de petróleo, carbón, gas natural o uranio.» Estos documentos revelaron que la ANU tenía participaciones sustanciales en importantes compañías de combustibles fósiles importantes y, mientras vendía acciones de Metgasco, las había estado comprando de Santos Limited, uno de los mayores productores australianos de gas natural. La presión de los estudiantes y la opinión pública llevaron al consejo de la ANU a poner en marcha una política de inversión socialmente responsable (ISR) a finales de 2013 según el modelo de la Universidad de Stanford, el cual se propone «evitar oportunidades de inversión consideradas probablemente dañinas para la sociedad.»
En 2014 el alumnado de Universidad Australiana libre de fósiles organizó el primer referéndum de la ANU a iniciativa de los estudiantes, y en septiembre más del 82 % del alumnado votó a favor de la desinversión, lo que supuso la mayor participación en una elección estudiantil en esa universidad en más de una década. En octubre de 2014, el consejo de la ANU anunció que desinvertía en 7 compañías, 2 de las cuales, Santos y Oil Search, sacaron malas notas en una revisión independiente emprendida por el Centro para la Investigación Ética Australiana. Esta decisión provocó una controversia de un mes con el periódico financiero Australian Financial Review que publicó más de 53 artículos contra dicha decisión, entre ellos 12 portadas atacando a la ANU, con su editor en jefe, Michael Stutchbury, tildando la decisión de tan «trapacera»
(disingenuous) como prohibir el burqa. Estos ataques, que el editorial del periódico Canberra Times describió como «bordeando lo histérico» fueron secundados por miembros del gabinete de Tony Abbott, con el ministro de hacienda Joe Hockey declarando que al consejo de la ANU lo han «expulsado de la realidad que es impulsar la economía australiana y crear más empleo», el ministro de educación Christopher Pyne llamándolo «estrambótico» y el primer ministro, el propio Abbott, tildándolo de «estúpido». En respuesta, Louis Klee, un activista de Universidad Australiana libre de fósiles, escribió en The Age que la reacción demostró no solamente «la complicidad del poder estatal con la industria minera», sino también 
que los ciudadanos de este país son voces potentes en el debate sobre justicia climática. Demuestra que  son, finalmente, las voces que hablan con creciente elocuencia, urgencia y autoridad con un propósito: la acción para abordar el calentamiento mundial.

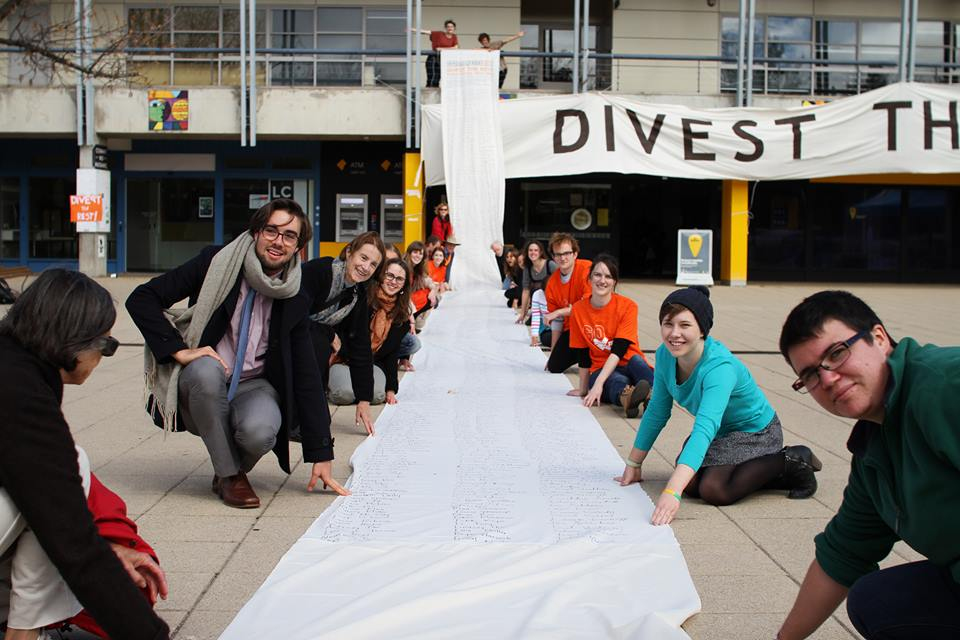
En 2015 el alumnado de la ANU presentó una petición gigante al consejo de la universidad.

El vicerrector de la ANU, Ian Young, a favor de la decisión, declaró: 
En la desinversión, está claro que teníamos derecho y desempeñamos un papel de liderazgo verdaderamente nacional e internacional. ... Parece que hemos desempeñado un papel principal en un movimiento que ahora parece imparable.
En una reunión con estudiantes al comienzo del furor tras la decisión, Ian Young dijo a activistas de Universidad Australiana libre de fósiles que, aunque inicialmente pensó que la desinversión era «un paripé», la reacción de las compañías mineras reveló que el alumnado «tenía toda la razón».
La ANU todavía posee acciones de compañías de combustibles fósiles y Universidad Australiana libre de fósiles continúa haciendo campaña para que las venda todas.

### 350.org
350.org es una organización ecologista internacional que anima a los ciudadanos a la acción con la creencia de que publicitar los crecientes niveles de dióxido de carbono presionará a dirigentes mundiales para que se ocupen del calentamiento mundial y reduzcan los actuales (2016) niveles de 405 partes por millón (ppm) a 350 ppm, un valor considerado seguro por el consenso científico. Como parte de su política mundial, 350.org lanzó en 2012 su campaña "Libérate de los fósiles. ¡Desinvierte en combustibles fósiles!", que pide a facultades y universidades, así como ciudades, instituciones religiosas y fondos de pensiones, que vendan sus participaciones en compañías de combustibles fósiles.

### Desinversión e Inversión Filantrópica
Desinversión e Inversión Filantrópica (Divest-Invest Philanthropy) es una plataforma internacional para las instituciones comprometidas con la desinversión en combustibles fósiles.

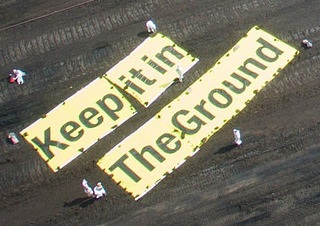
Activistas medioambientales extienden la pancarta «Dejadlo en la tierra» o bajo el suelo, en el exterior de una mina de carbón. Piden que el combustible no se extraiga, porque eso supondría quemarlo luego y aumentar el dióxido de carbono en la atmósfera.

### The Guardian
En marzo de 2015, el periódico británico The Guardian lanzó la campaña «Dejadlo en la tierra», animando a la Fundación Wellcome y a la Fundación Bill y Melinda Gates a desinvertir en compañías de combustibles fósiles, en las que la segunda tiene un mínimo de 1,4 millardos de $. La Fundación Wellcome tiene 450 millones de libras esterlinas de inversiones en Shell, BHP Billiton, Rio Tinto Group y BP. A finales de marzo de 2015 la petición había recibido más de 140 000 firmas.

### Stanford libre de fósiles
Fossil Free Stanford es una de las campañas de desinversión universitaria de más alto perfil en los EE. UU. En mayo de 2014, la universidad se despojó de su patrimonio, luego valorado en US$ 18,7 mil millones, de las participaciones en empresas de extracción de carbón después de una campaña sostenida por estudiantes universitarios. La autora Naomi Klein calificó la desinversión como "la victoria más significativa en el movimiento climático juvenil hasta la fecha".
La campaña mantiene un amplio apoyo en el campus, ejemplificado en múltiples referéndums en todo el campus, incluso en abril de 2014 y abril de 2018, en los que el cuerpo estudiantil votó en un 75 por ciento y 81 por ciento a favor de la desinversión de todos los combustibles fósiles, respectivamente. El Senado de pregrado de Stanford y el Consejo de estudiantes de posgrado de Stanford también aprobaron resoluciones que exigían la desinversión total de combustibles fósiles en 2014. En 2016, los presidentes y vicepresidentes del cuerpo estudiantil del año escolar 2016-2017 y el año escolar 2015–2016 publicaron una carta pidiendo el liderazgo de la universidad para representar el consenso de los estudiantes en apoyo de la desinversión de combustibles fósiles.
En enero de 2015, un grupo de más de 300 profesores de Stanford publicó una carta pidiendo la desinversión total, que atrajo la atención internacional.  Otras facultades se unieron en las siguientes semanas, de modo que el total creció a 457 signatarios de facultad. Los firmantes incluyeron a un exrector de la universidad, varios jefes de departamento, un vicerrector, varios premios Nobel y miembros de las siete escuelas de la universidad. 
En noviembre de 2015, antes de las negociaciones climáticas COP 21 de la CMNUCC que dieron lugar al Acuerdo de París, más de 100 estudiantes se arriesgaron a ser arrestados al organizar una sentada no violenta, para rodear la oficina del presidente de la universidad durante 5 días y 4 noches. La sentada terminó cuando el presidente de la universidad, John Hennessy, acordó al quinto día una reunión pública con el grupo de estudiantes.  En respuesta a los planes publicitados de los estudiantes para celebrar esta sentada, la Junta de Síndicos de la universidad publicó una carta a la CMNUCC pidiendo una acción climática audaz.
En abril de 2016, la Junta de la Universidad anunció que no tomaría más medidas de desinversión relacionadas con la desinversión de combustibles fósiles. En respuesta, un grupo de más de 1000 estudiantes y exalumnos se comprometieron, durante las ceremonias de graduación de la escuela en junio de 2016, aretener todas las donaciones futuras hasta que la escuela logre la desinversión total.

### Harvard Desinvierte
Harvard Desinvierte (Divest Harvard) es una organización de la Universidad de Harvard que busca obligarla a desinvertir en compañías de combustibles fósiles. La fundaron en 2012 algunos de sus estudiantes. En noviembre de 2012 un referéndum sobre desinversión celebrado en la Universidad de Harvard obtuvo el 72 % de votos favorables, seguido por un referéndum similar en la Facultad de Derecho de Harvard en mayo de 2013, con el 67 % a favor. Durante este tiempo, representantes de Divest Harvard se reunieron con miembros del rectorado, pero dichas reuniones fueron descritas como improductivas.
En octubre de 2013 el rectorado anunció formalmente que la universidad no consideraría una política de desinversión. Tras esto, Divest Harvard empezó organizar convocatorias, conferencias y debates sobre desinversión. En marzo de 2014, el alumnado de Divest Harvard grabó un encuentro improvisado con el rector Drew Gilpin Faust, durante el cual Faust aparentemente sostuvo que las compañías de combustibles fósiles no bloquean los esfuerzos contra el calentamiento mundial. Desde entonces el vídeo ha sido objeto de polémica.
En abril de 2014 un grupo de casi 100 facultades de Harvard dirigió una carta abierta a Harvard Corporation (la empresa que dirige la universidad, el rectorado a efectos prácticos) abogando por la desinversión. A esto siguió un bloqueo de 30 horas de la oficina del rector por estudiantes que protestaban contra la negativa del rector a comprometerse en una discusión pública sobre desinversión; la administración de Harvard acabó con el bloqueo arrestando a uno de los manifestantes. Tras la protesta, Faust declaró que no asistiría al foro abierto que el alumnado y las facultades habían pedido y no se reuniría con estudiantes de Harvard Desinvierte. En mayo de 2014 un grupo de antiguos alumnos de Harvard interrumpió un encuentro de antiguos alumnos donde se encontraba Faust levantando y sosteniendo una pancarta a favor de la desinversión; los alumnos fueron expulsados de la sala y se les prohibió acceder al campus.
En septiembre de 2014 las facultades de Harvard renovaron su llamamiento a un foro abierto sobre desinversión y continuaron abogando por ella. En octubre de 2014, Harvard Desinvierte organizó un evento de 3 días de ayuno y concienciación pública para llamar la atención sobre los daños del calentamiento mundial. En noviembre de 2014 un grupo de estudiantes autodenominado Coalición de Justicia Climática de Harvard presentó una demanda contra Harvard Corporation para obligarla a desinvertir, basándose en que era una organización sin ánimo de lucro. Fue rechazada por juez del Tribunal Superior de Massachusetts con estas palabras: «Por ferviente, articulado y admirable que sea el propósito de los querellantes, lo han traído ante un foro que no puede concedérselo.» Los querellantes anunciaron que planeaban recurrir.
En enero de 2015 se supo que Harvard había aumentado considerablemente sus inversiones directas en compañías de combustibles fósiles, y el número de facultades y antiguos alumnos a favor de la desinversión creció. En abril de 2015, el grupo de facultades que pedía la desinversión aumentó a 250, el club de Vermont de antiguos alumnos de Harvard votó oficialmente a favor de la desinversión, y Harvard Desinvierte anunció la creación de un fondo libre de fósiles constituido por donaciones de antiguos alumnos que Harvard recibiría si aceptaba la desinversión. En febrero de 2015, Harvard Desinvierte ocupó la oficina del rector durante 24 horas en protesta por la negativa de Harvard Corporation a comprometer al alumnado en la desinversión. Esto fue seguido por una carta abierta de un grupo de prominentes antiguos alumnos de Harvard en la que instaban a la universidad a desinvertir. En abril de 2015, Harvard Desinvierte y antiguos alumnos llevaron a cabo la anunciada "Semana Caliente de Harvard", una protesta de esa duración con manifestaciones, convocatorias, concienciación pública y un bloqueo continuo de desobediencia civil de edificios administrativos en el campus. La administración de Harvard evitó sumarse a la protesta. Tras esta "Semana Caliente", Harvard Desinvierte llevó a cabo sin aviso previo durante un día un bloqueo de desobediencia civil de la oficina del presidente de Harvard en protesta por la continuada falta de acción de la administración de Harvard.

### El MIT libre de fósiles
El MIT libre de fósiles (FFMIT por sus siglas en inglés) es una organización estudiantil del Instituto Tecnológico de Massachusetts (MIT por sus siglas en inglés) formada por diplomados, estudiantes de posgrado, post-docs, personal de las facultades y antiguos alumnos. El grupo lo formaron 6 estudiantes del MIT en otoño de 2012 tras una visita Bill McKibben (de 350.org) a Boston (donde se encuentra el MIT) en su gira "Haz los cálculos". FFMIT ha recogido más de 3 500 firmas para una petición de que el MIT (1) congele inmediatamente inversiones nuevas en compañías de combustibles del fósil, y (2) durante los próximos 5 años venda todas las acciones que tenga de estas compañías.
Tras reunirse con FFMIT, la administración del MIT programó de noviembre de 2014 a mayo de 2015 una "conversación por todo el campus" sobre el calentamiento mundial, la cual incluía la formación del comité de conversación del MIT sobre el cambio climático. A este comité de 13 miembros (personal de las facultades y alumnos), le fue encargado animar a la comunidad del MIT a determinar cómo la universidad podía abordar el calentamiento mundial y ofrecer recomendaciones. La conversación incluyó pedir ideas y opiniones a los miembros de la comunidad del MIT, así como varios acontecimientos públicos. El acontecimiento mayor fue un debate sobre la desinversión en combustibles fósiles entre 6 reconocidos expertos en cambio climático, al que asistieron aproximadamente 500 personas.
En junio de 2015 este comité publicó un informe en el que recomendaba varias iniciativas a la universidad. Respecto a la desinversión, el comité «rechazó la idea de desinvertir indiscriminadamente en todas las compañías de combustibles fósiles», pese a que «una mayoría de 3/4 del comité apoyaba desinvertir en compañías cuyas operaciones se centran específicamente en la exploración o la extracción de los combustibles fósiles menos compatibles con la mitigación del cambio climático, por ejemplo carbón y arenas bituminosas.»
Tras la conversación por todo el campus, el 21 de octubre de 2015, el presidente L._Rafael_Reif anunció el plan de acción del MIT contra el cambio climático. Aunque este plan ponía en práctica muchas de las recomendaciones del comité, la administración universitaria escogió no vender sus acciones de compañías de combustibles fósiles, declarando que «la desinversión...es incompatible con la estrategia de compromiso con industria para solucionar los problemas de fondo contra los que se dirige este plan.»
Al día siguiente, FFMIT inició una sentada en el exterior de la oficina del presidente para protestar por los inconvenientes del plan, incluido el rechazo a la desinversión. Más de 100 personas en total participaron en esta sentada, que fue cubierta por múltiples medios de comunicación, como Boston Globe, Boston Magazine o Daily Caller. La sentada, que duró 116 días, acabó oficialmente con un acuerdo con la vicepresidenta de investigación, Maria Zuber, tras negociaciones para mejorar el plan. El acuerdo no incluía desinversión, pero consiguió establecer un comité de asesoría climática y un foro de ética climática. Además la administración aceptó reforzar los compromisos de mitigación de la universidad y lograr la neutralidad en carbono «lo antes posible.»

## Apoyo a la desinversión en combustibles fósiles

### Apoyo al movimiento de desinversión por políticos e individuos
Numerosos individuos han expresado su apoyo a la desinversión en combustibles fósiles, entre los que se cuentan:
- Ban Ki-moon, secretario general de las Naciones Unidas[99]
- Ed Davey
- Leonardo DiCaprio[100]
- Bianca Jagger
- Barack Obama
- Yotam Ottolenghi
- Tilda Swinton

En marzo de 2015 Mary Robinson, enviada especial de Ban Ki-moon para el calentamiento mundial y antigua presidenta de Irlanda, declaró: «es casi un requisito de diligencia debida dejar de invertir en compañías de energía sucia».
Desmond Tutu ha hecho público su apoyo a la desinversión en combustibles fósiles y la comparó con la desinversión en Sudáfrica (1960-1990) en protesta por el apartheid.

Debemos parar el cambio climático. Y podemos, si utilizamos la táctica que funcionó en Sudáfrica contra los peores emisores de dióxido de carbono... Toda mi vida he creído que la única respuesta justa a la injusticia es lo que Mahatma Gandhi denominó "resistencia pasiva". Durante la lucha contra el apartheid en Sudáfrica, usando boicots, desinversión y sanciones, y apoyados por nuestros amigos de ultramar, no solo fuimos capaces de ejercer presión económica sobre un Estado injusto, sino también una seria presión moral.
Desmond Tutu

En 2015, la Asamblea de Londres aprobó una moción que pedía al alcalde de Londres que los fondos de pensiones desinvirtieran urgentemente en compañías de combustibles fósiles.

### Apoyo de los inversores al movimiento de desinversión
Jeffrey Sachs, director del Instituto de la Tierra, ponente destacado en el quinto foro anual mundial de pensiones e inversiones (Consejo Previsional Mundial, diciembre de 2015), pidió a los inversores institucionales que, a través de la desinversión en combustibles fósiles, asumieran su responsabilidad fiduciaria para reducir el riesgo de pérdidas.

### Apoyo de las campañas de desinversión específicas

#### Universidad de Harvard

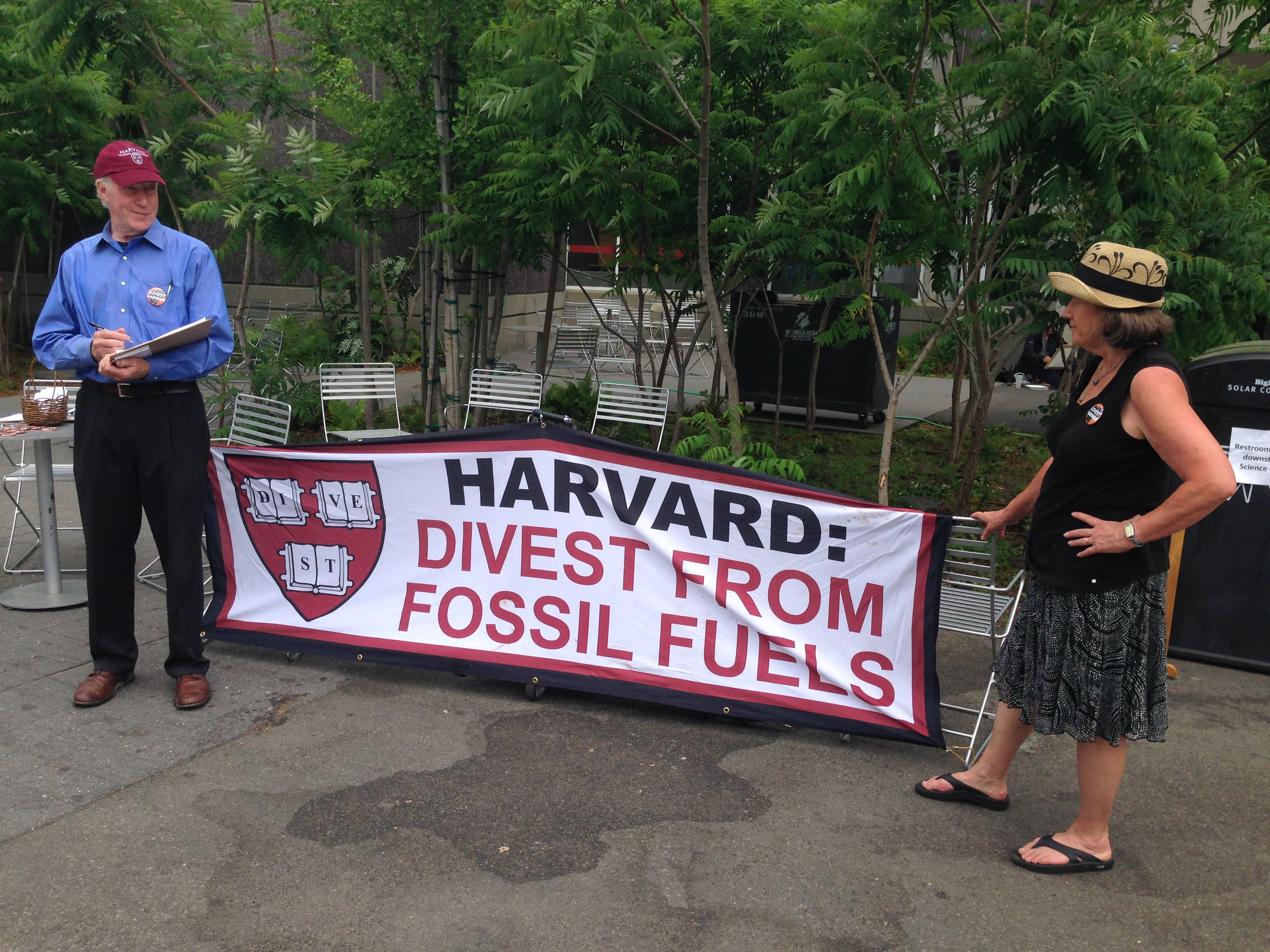
Personas en el campus de Harvard pidiendo firmas para que la universidad desinvierta, mayo de 2015

En febrero de 2015 antiguos alumnos de Harvard, entre los que se contaban Natalie Portman, Robert F. Kennedy, Jr, Darren Aronofsky y Susan Faludi escribieron una carta abierta a la Universidad de Harvard reclamando que desinvirtiera los 35,9 millardos de $ que poseía en acciones de compañías de carbón, gas natural y petróleo.

Estos estudiantes han hecho un trabajo notable al reunir entre sus pares un apoyo aplastante a la desinversión, y las facultades también han enviado un enérgico mensaje. Pero hasta ahora [Harvard] no solo se ha negado a desinvertir, sino que ha duplicado su apuesta por las energías sucias al anunciar su decisión de comprar acciones de las compañías energéticas más sucias del planeta.
Carta abierta a la Universidad de Harvard de notables antiguos alumnos, 2014

 La rectora (en esta universidad el cargo se denomina "presidencia"), Drew Gilpin Faust explicó la decisión de no desinvertir en otra carta abierta:

La desinversión probablemente tenga un impacto financiero despreciable en las compañías afectadas. Y tal estrategia disminuiría nuestra influencia sobre esta industria. La desinversión malmete a ciudadanos e instituciones sensibles contra compañías con una enorme capacidad y responsabilidad para promover el progreso hacia un futuro más sostenible.

#### Universidad de Glasgow
La Universidad de Glasgow fue la primera universidad en Europa que acordó desinvertir en combustibles fósiles. Edward Snowden, filtrador de secretos de la Agencia de Seguridad Nacional de EE. UU. (NSA por sus siglas en inglés) comentó:

Estoy orgulloso de apoyar y suscribir la campaña de desinversión en combustibles fósiles de la Sociedad para la Acción Climática. Al luchar contra la amenaza que para nuestro hábitat planetario suponen el insostenible uso energético y la búsqueda de todavía más combustibles fósiles, los estudiantes de la Universidad de Glasgow proporcionan un servicio público a todas las familias de hoy y mañana.
Edward Snowden

## Compañías en las que desinvierten los inversores (Desinvertidos)
Para la lista de las empresas que son objeto de estas campañas de desinversión, véase Anexo:Compañías petroleras.

## Entidades que están desinvirtiendo o dando pasos en ese sentido (Desinversores), por país

### Estados Unidos

#### Gobiernos y fondos de pensiones en los EE. UU.
Gobiernos y fondos de pensiones en los Estados Unidos que han desinvertido parcial o totalmente, o dado pasos en ese sentido (lista alfabética):
- Amherst, Cambridge (Massachusetts), Northampton (Massachusetts), Provincetown (Massachusetts) y Truro, Massachusetts: en 2014, estos municipios aprobaron resoluciones en las que instaban a los directores de fondos de pensiones a desinvertir en combustibles fósiles.[110]
- Ann Arbor, Míchigan: en octubre de 2013, después de varias rondas de deliberación, el ayuntamiento aprobó por 9 votos a 2 una resolución no vinculante que pide que el fondo de pensiones de los empleados municipales se abstenga de nuevas inversiones en las 100 mayores compañías de carbón y las 100 mayores petroleras y gasistas, y que en los siguientes 5 años desinvierta lo que tenga en ellas.[111]
- Berkeley (California): en 2013, el ayuntamiento votó adoptar una política oficial para que los fondos de la ciudad desinvirtieran en acciones de compañías de combustibles fósiles; la ciudad se propone completar el proceso de desinversión en los 5 años siguientes.[112]
- Burlington, Vermont: en diciembre de 2014, el ayuntamiento de Burlington aprobó unánimemente llevar a cabo un estudio sobre la posible desinversión en las principales compañías de combustibles fósiles. Se nombró un grupo de trabajo formado por concejales en activo, jubilados, representantes de empleados público y otros, para valorar la propuesta y hacer recomendaciones a la junta de pensiones de la ciudad al cabo de un año.[113]
- Eugene, Oregón: el ayuntamiento unánimemente votó en enero de 2014 abordar el tema de los combustibles fósiles en una reunión futura.[114]
- Ithaca, Nueva York: en 2013 el alcalde Svante Myrick declaró que la ciudad no tenía inversiones en combustibles fósiles y no las haría mientras él fuera alcalde. Myrick también animó a los fondos de pensiones del estado de Nueva York y al sistema de jubilación local, supervisado por la Contraloría del Estado de Nueva York, a desinvertir en estos activos.[115]
- Madison, Wisconsin: en julio de 2013 la ciudad adoptó una resolución que declara que su política es no invertir en compañías de combustibles fósiles. La resolución no se aplica al distrito escolar metropolitano (cuyo efectivo equilibra las inversiones de la ciudad) o las 2 aseguradoras mutuas municipales de las cuales la ciudad es parcialmente propietaria. El alcalde Paul Soglin y la mayoría de los miembros del ayuntamiento introdujeron esta resolución.[116][117]
- Ciudad de Nueva York: en enero de 2018 anunció que desinvertiría 5 millardos de $ de sus intereses en combustibles fósiles durante los siguientes 5 años. Además, la ciudad está presentando demandas judiciales contra BP, ExxonMobil, Chevron Corporation, ConocoPhillips y Shell por los costes que debe afrontar la ciudad debido al calentamiento mundial.[118]
- Providence, Rhode Island: en junio de 2013, el ayuntamiento votó por 11 a 1 adoptar una resolución que ordena a la junta de comisarios de inversión de la ciudad desinvertir en las principales compañías mundiales de carbón, petróleo y gas natural en los 5 años siguientes, y no realizar nuevas inversiones en dichas empresas.[119]
- San Francisco (California): en 2013 la junta de supervisores de San Francisco aprobó unánimemente una resolución no vinculante que insta a los gestores del sistema de pensiones de San Francisco a desinvertir en combustibles fósiles.[120] En marzo de 2015, la junta de este sistema de pensiones votó empezar el "compromiso de nivel 2", un paso hacia la desinversión.[121]
- Santa Mónica (California) se comprometió en 2013 a desinvertir y completó su desinversión (de unos 700 000 $) al cabo de un año.[122]
- Seattle, Washington: el alcalde prometió en 2012 desinvertir, pero la ciudad y el fondo de pensiones no han completado el proceso.[123][124]
- Washington D. C.: en junio de 2016, el ayuntamiento y la organización DC Desinvierte (DC Divest, por la abreviatura del nombre oficial de la ciudad, Distrito de Columbia) anunciaron que el fondo de pensiones de la ciudad había vendido sus acciones de las 200 mayores compañías mundiales de combustibles fósiles.[125]

#### Universidades y facultades en los EE. UU.

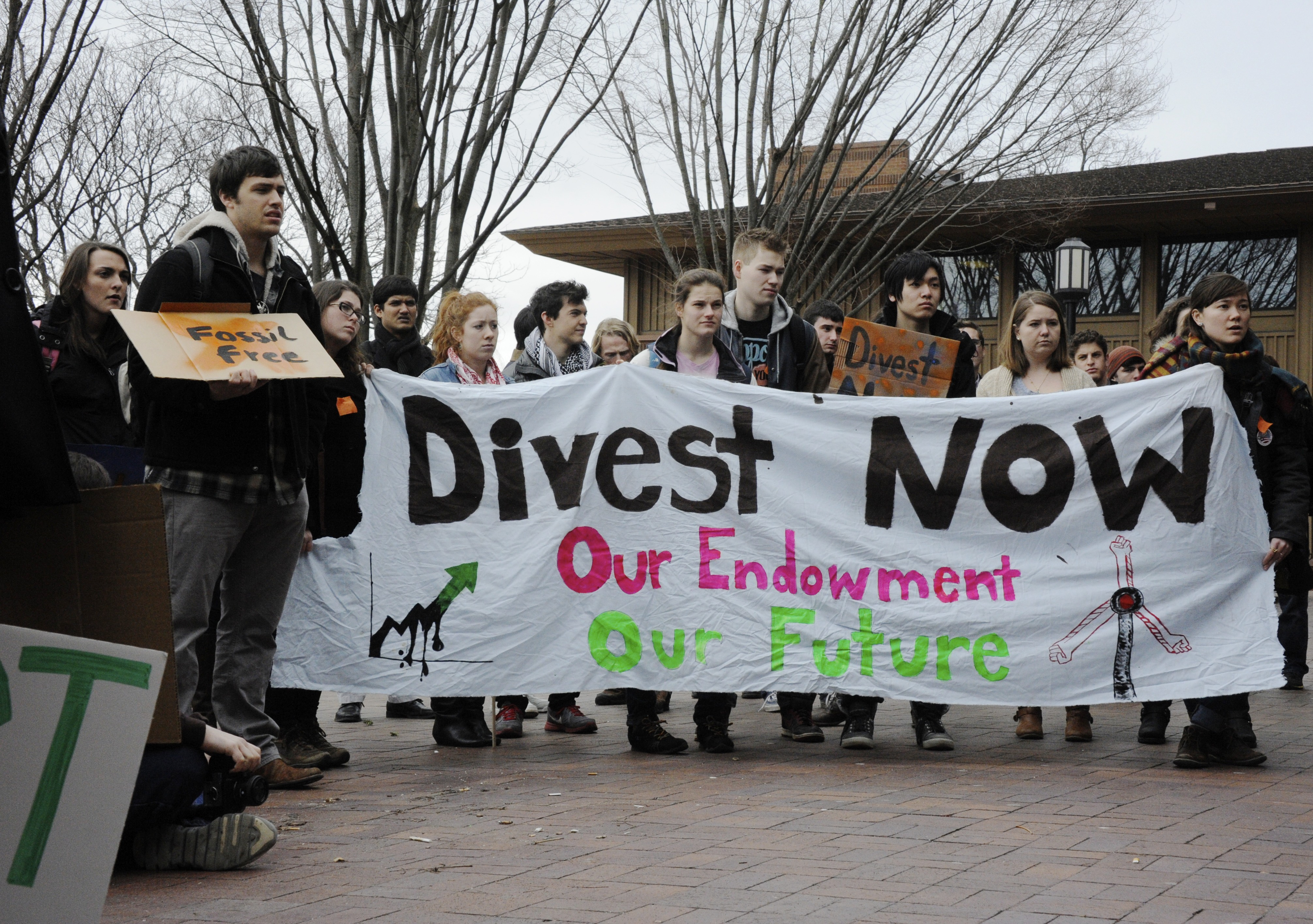
Alumnado de la Universidad de Tufts se manifiesta el 4 de marzo conjuntamente con docenas de asambleas estudiantiles en Estados Unidos. Las manifestaciones tuvieron como objetivo presionar a las universidades para reducir, y finalmente eliminar, las inversiones relacionadas con combustibles fósiles.

Las universidades y facultades norteamericanas que han desinvertido total o parcialmente, o que han dado pasos hacia la desinversión incluyen (lista ordenada alfabética por el nombre original en inglés):
- Brevard, Carolina del Norte: en febrero de 2015 la junta de fiduciarios de la universidad aprobó una resolución por la que, para 2018, ninguno de los 25 millones de $ con los que contaba estaría invertido en combustibles fósiles. Cuando se tomó esta decisión, unos 600 000 $ (4 %) de la cartera de la universidad estaban invertidos en estos combustibles. La universidad de Brevard se convirtió así en la primera del Sureste de Estados Unidos que desinvertía.[126][127]
- Instituto de las Artes de California (CalArts): en diciembre de 2014 anunció que reduciría inmediatamente un 25 % sus inversiones en combustibles fósiles (reasignando unos 3,6 millones de $ de su cartera) y continuaría sin hacer inversiones directas en combustibles fósiles. También anunció que controlaría «activamente la exposición al carbono restante del instituto y consideraría estrategias que continuaran reduciendo sus inversiones en compañías de combustibles fósiles, intentando eliminar en los 5 años siguientes su exposición a las compañías más intensivas en carbono, como productores de carbón.»[128]
- Universidad Estatal de California en Chico: en diciembre de 2014 la junta de gobernadores de la Fundación Universitaria Estatal de Chico, que gestiona los fondos de la universidad, votó cambiar su política de inversión y desinvertir en compañías de combustibles fósiles. En ese momento la fundación no poseía directamente acciones de estas compañías y tenía menos del 2 % de su cartera en fondos que sí las incluían. El voto pide excluir cualquier inversión directa en las 200 mayores compañías de combustibles fósiles y liquidar, en los 4 años siguientes, todas las inversiones en fondos que incluyan a estas compañías.[129][130]
- Facultad del Atlántico, Bar Harbor (Maine): en marzo de 2013 su junta de fiduciarios votó desinvertir en compañías de combustibles fósiles. Alrededor de 1 millón de $ de los 30 que poseía esta institución estaba invertido en estas compañías.[131]
- Facultad de las Islas Marshall: en diciembre de 2014 y enero de 2015, anunció que su junta de rectores adoptaría una declaración por la que sus reducidos fondos (alrededor de un millón de $) se apartarían de los combustibles fósiles.[132][133]
- Distrito Universitario Foothill-De Anza en Cupertino, California: la junta de directores de la fundación votó en octubre de 2013 desinvertir en las 200 mayores compañías mundiales de combustibles fósiles para junio de 2014, convirtiéndose en la primera fundación universitaria comunitaria estadounidense en comprometerse a esta desinversión.[134][135]
- Facultad Goddard en Plainfield (Vermont): en enero de 2015, la universidad anunció que había completado su desinversión, trasladando todos sus fondos a cuentas libres de combustibles fósiles. Fue la tercera universidad de Vermont que lo hizo.[136][137]
- Facultad de Green Mountain en Poultney (Vermont): en mayo de 2013 su junta de fiduciarios aprobó la inmediata desinversión en las 200 mayores compañías mundiales de combustibles fósiles. Suponían aproximadamente el 1 % de los 3,1 millones de $ de los que disponía.[138][139]
- Facultad Hampshire en Amherst (Massachusetts): en diciembre de 2011 su junta de fiduciarios aprobó una nueva política de inversión medioambiental, social y de gobernanza que pedía «una cantidad insignificante de inversiones en combustibles fósiles en nuestra cartera.» En octubre de 2012 comunicó que prácticamente había completado la aplicación de esta política.[140][141]
- Universidad Estatal Humboldt en Arcata (California): al menos desde 2004, la universidad no ha tenido inversiones directas en industrias relacionadas con los combustibles fósiles.[142] En abril de 2014 la Fundación para el Avance de la Universidad Estatal Humboldt, que supervisa los fondos de la institución, adoptó unánimemente una «nueva política, medioambiemtalmente responsable, de atenuación y mitigación» y el «compromiso de inversión de Humboldt», que limitaba estrictamente sus inversión en varias industrias, entre las que se contaban compañías directamente o indirectamente implicadas en combustibles fósiles.[142][143] En octubre de 2014, la junta de esta fundación votó cambiar el 10 % de su cartera global a "fondos verdes" (diversos fondos que no invierten en combustibles fósiles ni sectores similares; no deben confundirse con el Fondo Verde del Clima, que es un fondo específico) durante el año siguiente, reiteró su política contra las inversiones directas en combustibles fósiles, y se comprometió a crear un fondo nuevo, enteramente libre de combustibles fósiles, cuyos beneficios se asignarían a proyectos de sostenibilidad del campus.[143]
- Universidad Johns Hopkins (Baltimore): en diciembre de 2017 su junta de fiduciarios votó eliminar sus inversiones en compañías que producen carbón para centrales térmicas como parte importante de su negocio.[144]
- Seminario del Pacífico en Berkeley (California): en febrero de 2015 su junta de fiduciarios votó unánimemente desinvertir en las 200 mayores compañías mundiales de combustibles fósiles (las enumeradas por la Iniciativa de Seguimiento del Carbono, CT200).[145]
- Universidad Estatal de San Francisco: en 2014, la Fundación de la Universidad Estatal de San Francisco, que supervisa sus 51,2 millones de $ en fondos, votó no hacer nuevas inversiones que supongan la «propiedad directa de compañías con exposición significativa a producción o uso de carbón y arenas bituminosas.» La fundación también votó buscar una futura desinversión en todas las compañías de combustibles fósiles.[146][147]
- Universidad de Stanford, California: en mayo de 2014, siguiendo la recomendación de un panel asesor, su junta de fiduciarios votó que su cartera de 18,7 millardos de $ desinvirtiera en compañías «cuyo negocio principal es el carbón.» Esto hizo de Stanford «la primera universidad importante en apoyar una campaña nacional para purgar las dotaciones y fondos de pensiones de inversiones en combustibles fósiles.»[148][149]
- Facultad Sterling en Craftsbury, Vermont: su junta de fiduciarios votó en febrero de 2013 desinvertir en las 200 mayores compañías mundiales de combustibles fósiles. La institución anunció que había completado la desinversión de su dotación de 920 000 $ en julio de 2013, y que toda su cartera ya estaba libre de estos combustibles.[150][151]
- The New School, universidad en el barrio neoyorquino de Greenwich Village: anunció en febrero de 2015 que en los siguientes años desinvertiría en combustibles fósiles. Simultáneamente anunció que también estaba «remodelando su todo su currículo para centrarse más en el calentamiento mundial y la sostenibilidad.»[152]
- Facultad de Unity (Maine): en 2008 su junta de fiduciarios pidió a la firma que gestionaba las inversiones de su dotación que empezara a disminuir su exposición a grandes compañías energéticas (que constituían entonces aproximadamente el 10 % de su cartera). En noviembre de 2012 esta junta votó unánimemente desinvertir el resto de lo que tenían en combustibles fósiles (entonces aproximadamente el 3 % de su cartera) en los siguientes 5 años.[153][154] La institución completó la desinversión en 2014, 3 años antes de lo previsto.[155] Esta facultad fue la primera institución universitaria estadounidense que desinvirtió en combustibles fósiles.[154][156]
- Universidad de Dayton: en mayo de 2014 su junta de fiduciarios aprobó por unanimidad un plan para empezar a desinvertir en las 200 mayores compañías mundiales de combustibles fósiles. En ese momento aproximadamente estaba invertido en esas compañías el 5 % (35 millones de $) de los 670 millones de $ a los que ascendía el conjunto de inversiones de la universidad. Dayton se convirtió en la primera universidad católica estadounidense en desinvertir en combustibles fósiles. El plan fue anunciado públicamente en junio de 2014.[157][158] La universidad planeaba evaluar su progreso a los 18 meses.[159]
- Sistema Universitario de Maine: en enero de 2015 su junta de fiduciarios votó unánimemente desinvertir en compañías mineras de carbón. Las inversiones totales del sistema rozaban los 589 millones de $; la decisión afectaría a 502 000 $ de inversiones directas en carbón, equivalentes aproximadamente al 30 % de la exposición total (1,7 millones de $, sumando inversiones directas e indirectas) del sistema al carbón. Algunos miembros de esta junta declararon que en el futuro continuarían considerando una desinversión completa. Por separado, la Universidad de Maine en Presque Isle, uno de los 7 centros que forman el sistema, anunció que su propia fundación se había desprendido de todas sus inversiones en combustibles fósiles.[160]
- Universidad de Massachusetts: en diciembre de 2015 su junta de fiduciarios anunció sus planes para desprenderse de sus inversiones directas en compañías de carbón. Tras hacerse pública esta decisión se produjo la escalada de la campaña estudiantil para la desinversión de UMass (abreviatura de esta universidad) en combustibles fósiles, que llevaba 4 años en marcha. 500 estudiantes ocuparon durante una semana el edificio Whitmore de administración, lo que llevó a 34 arrestos de estudiantes y a la decisión de votar sobre la desinversión en combustibles fósiles en la siguiente reunión de la junta de fiduciarios. El 25 de mayo de 2016 se anunció que el sistema universitario de Massachusetts se desprendería de sus inversiones directas en combustibles fósiles, convirtiéndose en la primera universidad pública importante en hacerlo.[161]

#### Fundaciones y dotaciones benéficas en los EE. UU.
En septiembre de 2014 el Fondo de los hermanos Rockefeller anunció que se desprendería de sus 60 millones de $ de inversiones en combustibles fósiles. «Estamos bastante convencidos que que si él [ John D. Rockefeller, magnate petrolero fundador de la dinastía] estuviera vivo, como hombre de negocios avispado que mira al futuro, saldría de los combustibles fósiles y entraría en energías limpias, renovables.»

#### Organizaciones religiosas en los EE. UU.
El sínodo general 2013 de la Iglesia unida de Cristo (protestante, UCC por sus siglas en inglés) aprobó una resolución (patrocinada por la Conferencia de Massachusetts y otras 10 conferencias de la UCC) que trazaba un camino para la desinversión de esta iglesia en combustibles fósiles. Según esta resolución, para junio de 2018 se habría completado un plan con dicho fin. La propuesta original considerada por el sínodo general pedía un plan de desinversión a 5 años; esto se cambió tras las negociaciones entre los proponentes y el brazo inversor de la UCC, United Church Funds. Este brazo constituyó también un fondo denominado «libre de fósiles» (considerado el primero de este tipo), el cual, a finales de septiembre de 2014, había reunido casi 16 millones de $ de las congregaciones, conferencias y otros grupos de la UCC.
En junio de 2014 los fiduciarios del Seminario de la Unión Teológica (Nueva York) votaron unánimemente empezar la desinversión en combustibles de su dotación de 108,4 millones de $.

## UE

### UE. Banco Europeo de Inversiones
En noviembre de 2019, el Banco Europeo de Inversiones (BEI), la mayor institución internacional de préstamos públicos del mundo, adoptó una estrategia para poner fin a la financiación de nuevos proyectos de energía de combustibles fósiles, incluido el gas natural, desde finales de 2021.

### Reino Unido

#### Universidades y facultades
- King's College de Londres: en septiembre de 2016 acordó invertir el 15 % de su dotación de 179 millones de libras esterlinas (£) en energía limpia y desprenderse de sus inversiones los combustibles fósiles más contaminantes. El centro posee actualmente participaciones significativas en Anglo American, Rio Tinto Group y Glencore.[170]
- Universidad de Glasgow: en octubre de 2014 anunció planes para congelar nuevas inversiones en combustibles fósiles y, en los siguientes 10 años, desinvertir en estas compañías. Las inversiones en hidrocarburos constituían alrededor del 4 % de la dotación total de la universidad; unos 18 millones de £ en estas inversiones se liquidarán durante la década 2011-2020. Glasgow fue la primera universidad europea que desinvirtió en combustibles fósiles.[171][172]
- Universidad de Bedfordshire: en enero de 2015 decidió formalizar su decisión anteriormente informal de «no invertir en sectores concretos como combustibles fósiles.»[173]

#### Organizaciones religiosas
El 30 de abril de 2015, la Iglesia de Inglaterra acordó desinvertir 12 millones de £ en arenas bituminosas y carbón para centrales térmicas. Posee un fondo de inversión de 9 millardos de £.

### Nueva Zelanda

#### Universidades y facultades
- Universidad de Otago: en septiembre de 2016 creó una política ética de inversiones que excluye la inversión en «la exploración y la extracción de combustibles fósiles». La Universidad de Otago fue la segunda universidad neozelandesa en comprometerse a una inversión libre de fósiles.[175]
- Universidad Victoria en Wellington: en diciembre de 2014 anunció su intención de vender todas sus inversiones en combustibles fósiles, convirtiéndose así en la primera universidad de Nueva Zelanda que lo hizo.[176]

### Irlanda

#### Gobiernos y fondos de pensiones
Irlanda es el primer país del mundo que desinvierte dinero público en combustibles fósiles. Otras fuentes.

### Suecia

#### Gobiernos y fondos de pensiones
- Örebro: es la primera ciudad sueca que se compromete a retirar su dinero de los combustibles fósiles, un paso para alinear sus inversiones con sus objetivos medioambientales. Örebro es el 30.º gobierno local en todo el mundo que toma esta decisión, siguiendo los pasos de San Francisco, Seattle (EE. UU.) y Boxtel (Holanda).[180]

#### Universidades y facultades
- Universidad Tecnológica Chalmers (Gotemburgo): a comienzos de 2015 se convirtió en la primera universidad sueca que desinvertía en combustibles fósiles. La universidad declaró que vendería unos 600 000 $ en acciones de estas compañías.[181]

### Noruega

#### Gobiernos y fondos de pensiones
- En junio de 2019 el Parlamento de Noruega aprobó que el Fondo de Pensiones del Gobierno de Noruega desinvierta 11 000 millones de euros en empresas de gas natural y petróleo.[182]

## Desinversiones en otros países
- Dunedin, Nueva Zelanda
- Moreland, Melbourne, Australia
- Fremantle, Australia Occidental
- Marrickville, Sídney, Australia
- Condado de Goomalling, Australia Occidental
- Leichhardt, Sídney, Australia

### Ciudades C40 desinversoras
Las ciudades signatarias de la desinversión son:
- Berlín,
- Bristol,
- Ciudad del Cabo,
- Durban,
- Los Ángeles,
- Milán,
- Nueva Orleans,
- Oslo,
- Pittsburgh y
- Vancouver